# Liste des évêques de Basse-Terre et Pointe-à-Pitre
Les évêques de Basse-Terre et Pointe-à-Pitre ont la charge du diocèse de Basse-Terre et Pointe-à-Pitre – succédant en 1951 au diocèse de Guadeloupe et Basse-Terre – historiquement fondé en 1850. Il couvre les îles de Guadeloupe, de Saint-Martin, et de Saint-Barthélemy. Il est d'abord suffragant de l'archidiocèse de Bordeaux jusqu'en 1905, puis dépend de la Sacrée congrégation pour la propagation de la Foi jusqu'en 1912, de la Congrégation du Saint-Esprit jusqu'en 1967, et enfin de l'archidiocèse de Saint-Pierre et Fort-de-France. Son siège se situe place Saint-François, à Basse-Terre, et sa cathédrale est l'église Notre-Dame-de-Guadeloupe de Basse-Terre.

## Liste des évêques

### Évêques de Guadeloupe et Basse-Terre
- 1850-1852 : Pierre Lacarrière, démissionnaire
- 1853-1861 : Théodore-Augustin Forcade, transféré à Nevers
- 1861-1862 : siège vacant
- 1862-1868 : Antoine Boutonnet
- 1868-1870 : siège vacant
- 1870-1872 : Joseph-Clair Reyne
- 1872-1873 : siège vacant
- 1873-1883 : Benjamin Joseph Blanger, transféré à Limoges
- 1883-1885 : siège vacant
- 1885-1886 : Fédéric-Henri Oury, transféré à Fréjus
- 1886-1899 : siège vacant
- 1899-1901 : Pierre-Marie Avon
- 1901-1907 : Emmanuel Canappe
- 1907-1912 : siège vacant, le père Eugène Duval, vicaire général, assure l'administration diocésaine
- 1912-1945 : Pierre-Louis Genoud, retraité
- 1945-1951 : Jean Gay

### Évêques de Basse-Terre et Pointe-à-Pitre
- 1951-1968 : Jean Gay, démissionnaire
- 1968-1970 : siège vacant
- 1970-1984 : Siméon Oualli, démissionnaire
- 1984-2008 : Ernest Cabo, démissionnaire (limite d'âge)[1]
- 2008-2012 : siège vacant, le père Jean Hamot assure l'administration diocésaine[1]
- 2012-2021 : Jean-Yves Riocreux, démissionnaire (limite d'âge)
- 2021-2023 : siège vacant, David Macaire assure l'administration diocésaine[2]
- Depuis 2023 : Philippe Guiougou[3]